# Compagnia militare privata
Una compagnia militare privata (in acronimo CMP) è un'impresa che fornisce consulenze o servizi specialistici di natura militare, talora assimilabili alle prestazioni dei mercenari.
Per riferirsi a questa realtà sono anche utilizzate le espressioni della lingua inglese: private military company, private security contractors (PSCs), private military corporations, private military firms, military service providers.

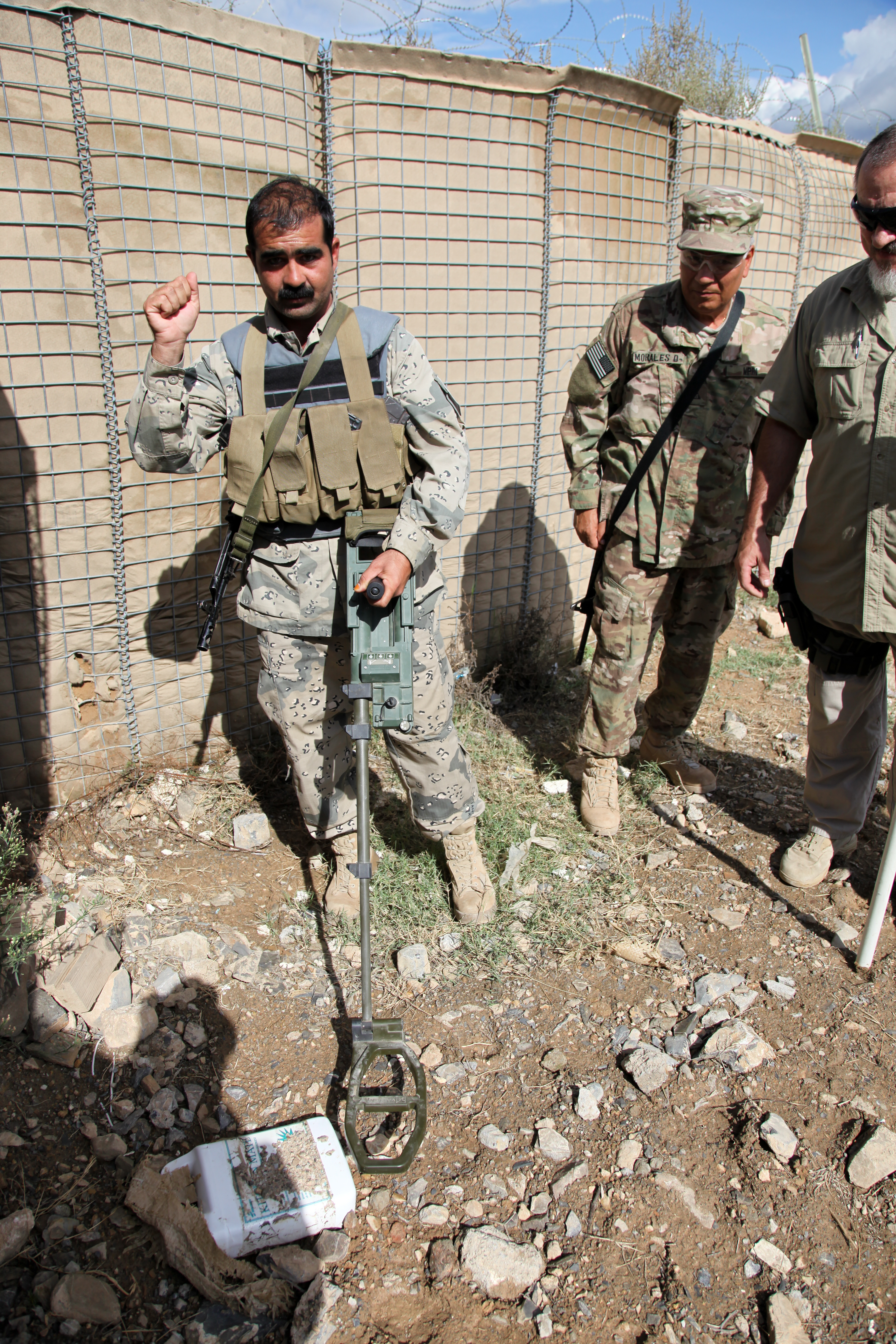
Contractors e militari statunitensi si addestrano in Iraq

## Storia
Tali enti hanno cominciato a essere costituiti tra la fine del XX e l'inizio del XXI secolo; prima i fenomeni di combattenti privati erano assimilabili alla figura del mercenario, i quali a volte agivano per conto proprio, oppure spesso al soldo di sovrani nazionali, come i condottieri italiani, oppure i mercenari svizzeri e i lanzichenecchi, fenomeni largamente diffusi durante il medioevo e il rinascimento.
I casi più noti riguardano l'impiego degli stessi in diversi conflitti a partire dalla fine del XX secolo come le guerre jugoslave, la guerra in Afghanistan e la guerra in Iraq, la guerra civile siriana e la guerra dell'Ucraina orientale. A partire dall'inizio del XXI secolo gli Stati Uniti d'America hanno progressivamente aumentato il ricorso all'impiego di tali enti; nel 2003 si stimava giro d'affari delle CMP superasse i 100 miliardi di dollari annui.

## Caratteristiche generali
Queste imprese, spesso definite in lingua inglese come contractors, forniscono personale ma anche consulenze e servizi specialistici, anche se in molti paesi del mondo questa attività è espressamente vietata e sanzionata dalla legge. Sono anche definite security contractors, ossia per identificare soggetti che operino nell'industria della difesa con funzioni principalmente nel campo della sicurezza di persone e beni.
Sono a volte incluse nei fornitori di servizi per la difesa (supply contractors). Tuttavia, detti fornitori nella maggior parte dei casi procurano soprattutto equipaggiamento specializzato ed eventualmente anche personale, laddove le CMP forniscono personale dotato di speciali attitudini operativo-tattiche, compresa, a volte, un'effettiva pregressa esperienza di combattimento. 

### Casistica d'impiego

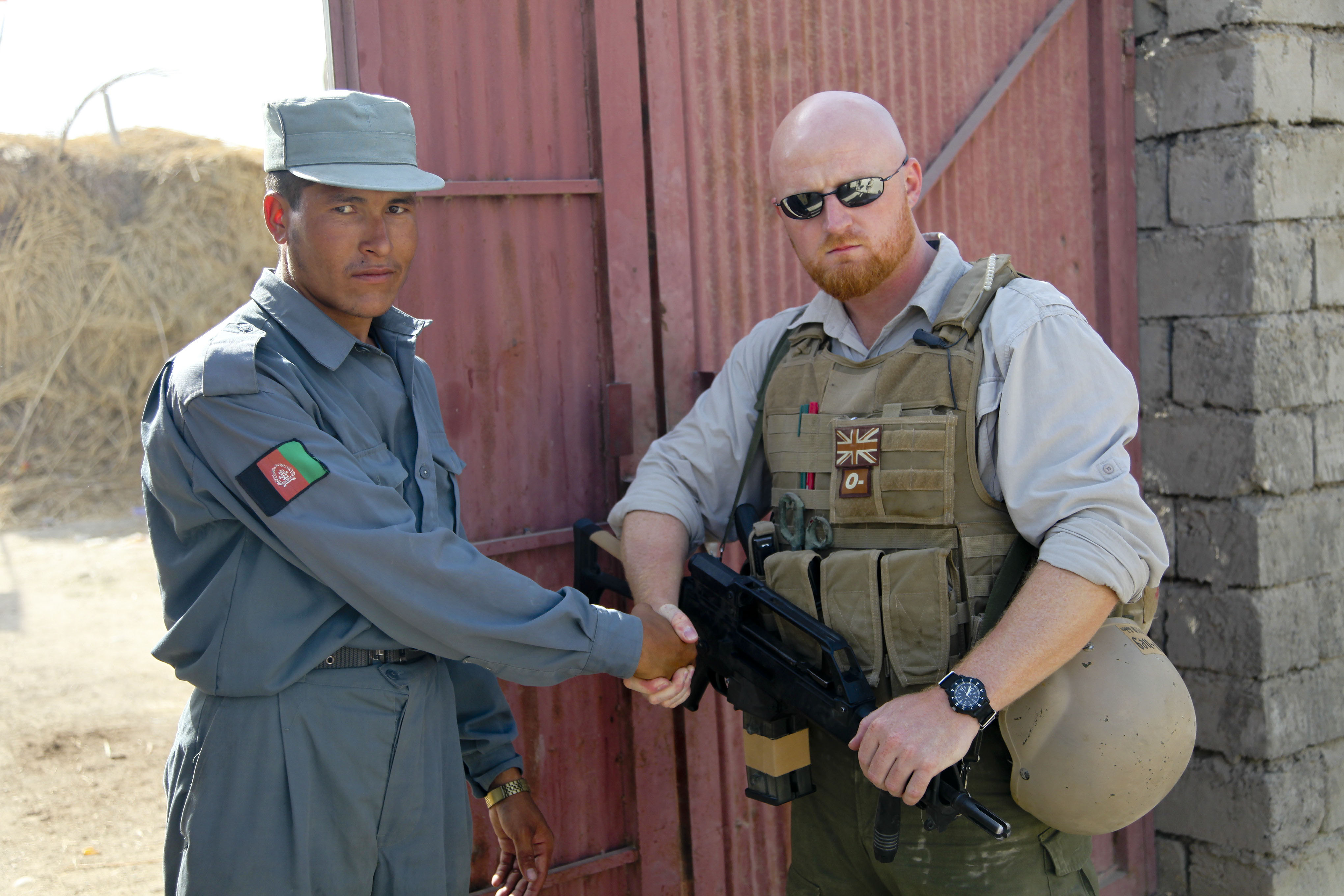
Contractor britannico insieme ad un soldato afghano

Possono essere impiegate per vari scopi e/o motivazioni, soprattutto politiche ed economiche più che militari; tuttavia dal punto di vista politico l'utilizzo di forze armate non regolari potrebbe essere scelto per non esporre un determinato Stato a particolari conseguenze nel campo della politica internazionale, anche se spesso l'utilizzo si riduce alla tutela di determinati obiettivi sul territorio o di vigilanza degli stessi.
Altro esempio in cui esse operano sono i conflitti a bassa intensità, situazioni in cui il dispiegamento di forze armate regolari potrebbe apparire politicamente, diplomaticamente, o economicamente troppo rischioso.

### Servizi offerti

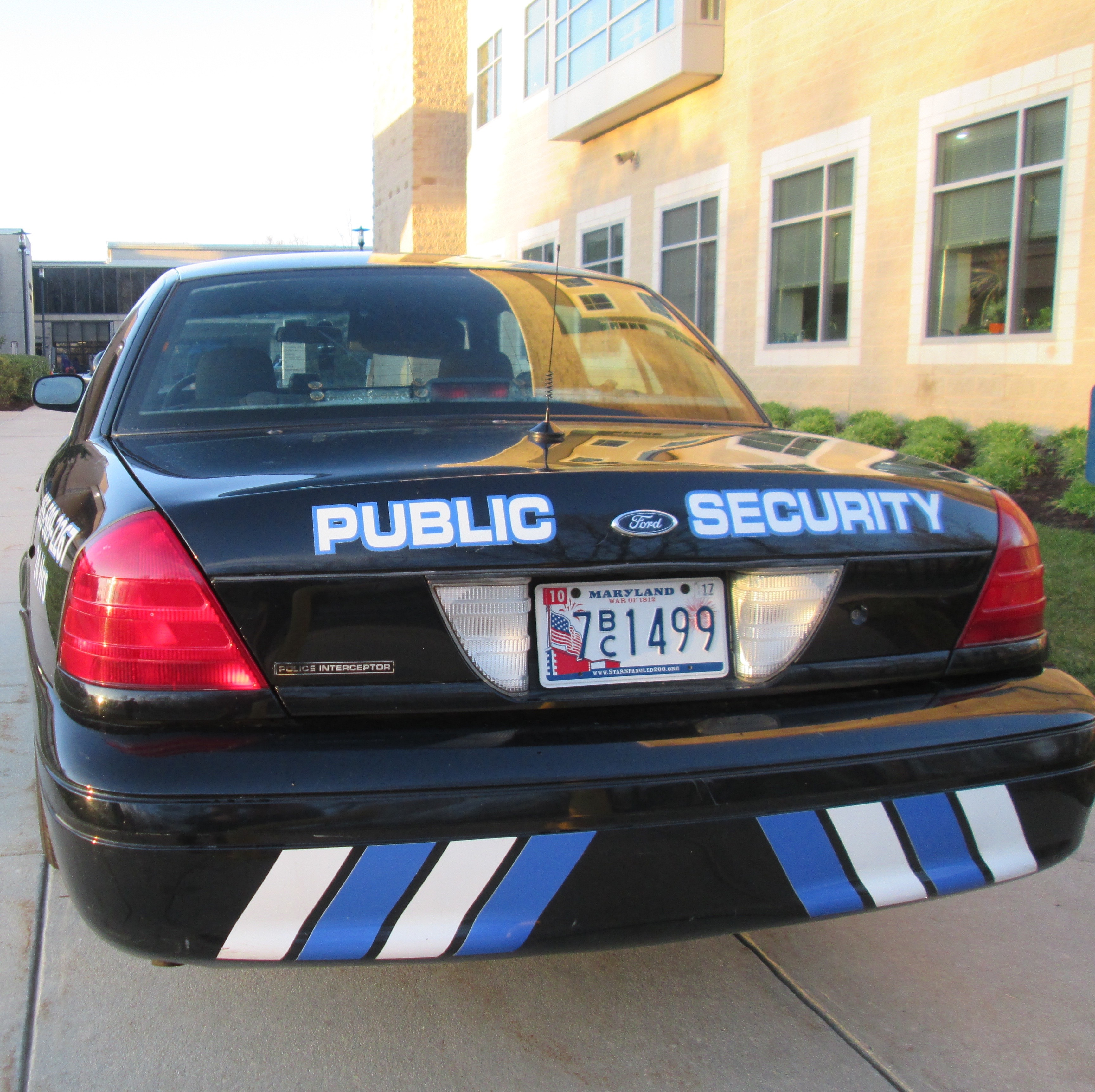
Automobile della vigilanza privata negli Stati Uniti

I servizi e le consulenze coprono quelli tipicamente svolti da imprese di vigilanza privata, ma molto spesso in scala ridotta. Spesso le CMP sono utilizzate per addestrare o integrare le forze armate al servizio dei governi, ma non è raro il caso che siano assoldate da altre imprese private; oppure in attività di sorveglianza e/o tutela di beni o di persone.

## Disciplina normativa nel mondo

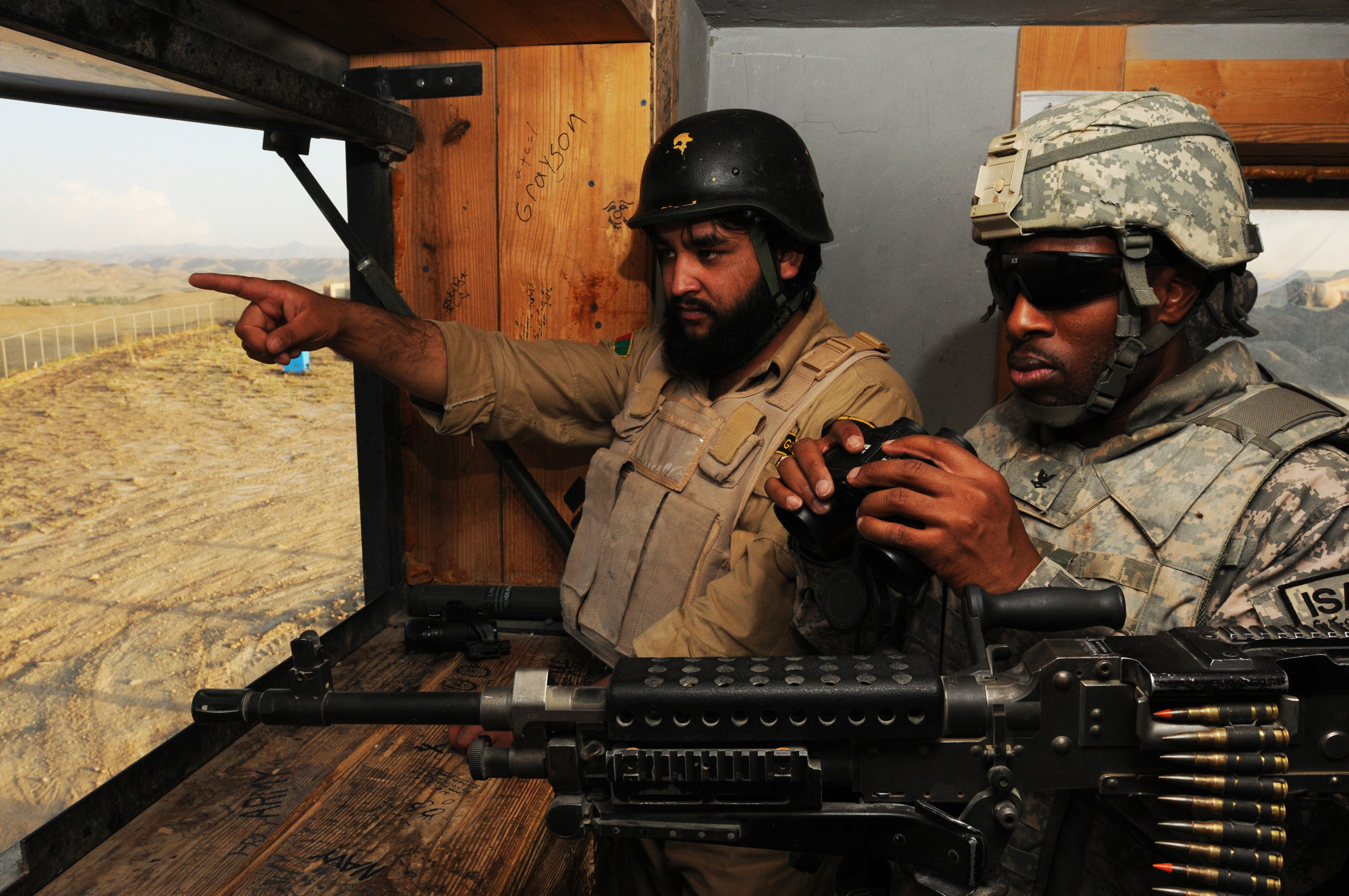
Militari e contractors in azione

Lo status giuridico del personale impiegato presso queste imprese, secondo le convenzioni di Ginevra, è totalmente diverso da quello del personale di tipo militare che presta servizio in una forza armata regolare, non essendo soggetti né agli obblighi né ai diritti previsti per le milizie regolari.
I contractors possono anche non agire secondo il diritto bellico ed il diritto internazionale umanitario e, se catturati, non vengono necessariamente riconosciuti come prigionieri di guerra. Il personale impiegato in tali enti che utilizzi la forza offensiva in una zona di conflitto potrebbe essere considerato "combattente illegittimo", con riferimento alle convenzioni di Ginevra.

### Diritto internazionale
La Terza Convenzione di Ginevra (GCIII) del 1949 non riconosce la differenza tra fornitori della difesa e CMP; definisce una categoria chiamata supply contractors. Se questi ultimi siano stati muniti (dall'esercito cui si affiancano) di un valido documento identificativo, hanno diritto allo status di prigioniero di guerra in caso di cattura. (GCIII Articolo 4.1.4).
Se il contractor partecipa ai combattimenti, comunque, può essere classificato come mercenario (Protocol I Additional to the Geneva Conventions (Protocol I) Articolo 47.c), a meno che non ricada in un'esenzione alla clausola dell'articolo 47. Se i contractors catturati vengono riconosciuti mercenari, sono combattenti illegittimi, e perdono il beneficio di essere considerati prigionieri di guerra.

### Italia
Con la ratifica della convenzione delle Nazioni Unite del 4 dicembre 1989 sull'utilizzo di mercenari - avvenuta con legge 12 maggio 1995 n. 210 - l'attività posta in essere da tali enti è fuorilegge. Conseguentemente quindi, se posta in essere, esporrebbe verosimilmente i responsabili alle sanzioni di cui agli artt. 244 e 288 del codice penale italiano, modificati dalla legge di ratifica del 1995:
Art. 244
Qualora gli atti ostili siano tali da turbare soltanto le relazioni con un Governo estero, ovvero da esporre lo Stato italiano o i suoi cittadini, ovunque residenti, al pericolo di rappresaglie o di ritorsioni, la pena è della reclusione da tre a dodici anni. Se segue la rottura delle relazioni diplomatiche, o se avvengono le rappresaglie o le ritorsioni, la pena è della reclusione da cinque a quindici anni.»
Art. 288:
La pena è aumentata se fra gli arruolati sono militari in servizio, o persone tuttora soggette agli obblighi del servizio militare.»

### Stati Uniti d'America
Il fondamento normativo in tema è il Logistics Civil Augmentation Program (detto anche LOGCAP), un programma avviato dall'esercito degli Stati Uniti nel dicembre 1985 - attualmente supervisionato dallo United States Army Sustainment Command - che consente all'esercito di ottenere supporto ricorrendo al contributo di personale fornito da particolari imprese, a sostegno delle attività militari. Gli USA, tra l'altro, non hanno ratificato il "Protocollo I" delle convenzioni di Ginevra perché esso non richiede ai combattenti di attenersi alla convenzione per ottenerne le relative garanzie.
Il Center for Public Integrity ha riferito che, dal 1994, il Dipartimento della Difesa degli Stati Uniti ha stipulato 3601 contratti, per un valore di 300 miliardi di dollari, con CMP americane.
Dal 1999, diciassette fra le più importanti CMP USA hanno erogato 12,4 milioni di dollari nelle campagne elettorali per il Congresso degli Stati Uniti o per l'elezione del Presidente degli Stati Uniti. Nel 2007, durante la guerra in Iraq l'uccisione di civili da parte di alcuni membri delle CMP ha sollevato la possibilità che tali soggetti potessero essere considerati "combattenti illegittimi".

## Lista di CMP

### CMP statunitensi
Halliburton, Bechtel, Fluor, Intercon, American Security Group, Wackenhut, Blackwater USA.
| Alpha Point Security                                      | Twain Harte, California                                                                                              | Per lo più clienti privati | Sicurezza armata, UAV-intelligence e consulenza, difesa e contrasto da pirateria e terrorismo. |  |  |
| AirScan                                                   | Titusville, FL | Dipartimento della Difesa degli Stati Uniti d'America, US Air Force, NASA, United States Forest Service, National Test Pilot School, National Response Corporation, Dipartimento degli Interni degli Stati Uniti d'America, United States Bureau of Reclamation, Arkansas, Florida, Illinois, Louisiana, Missouri, New Jersey, Pennsylvania, e Virginia Occidentale, Maximum Protective Services, ECOPETROL (la compagnia petrolifera statale della Colombia), Occidental Petroleum, Cabinda Gulf Oil Company (Angola), SONANGOL (la compagnia nazionale del petrolio dell'Angola) | Sorveglianza aerotrasportata e sicurezza privata.                                              |  |  |
| Academi                                                   | Moyock, NC | Iraq |                                                                                                |  |  |
| Airborne Tactical Advantage Company ATAC,                 | | | vedi https://atacusa.com/index.html Archiviato il 21 ottobre 2021 in Internet Archive.         |  |  |
| Berodt Dynamics                                           | Iowa | | defense contractor                                                                             |  |  |
| Braddock Dunn & McDonald (BDM)                            | defense contractor di vecchia data acquistato a metà anni '90 dalla TRW e ceduta a Northrop Grumman in dicembre 2002 | |                                                                                                |  |  |
| C3 Defense, Inc.                                          | Atlanta, GA USA | Clienti da America Latina, Medio Oriente, Africa | defense contractor, intelligence, armi leggere, formazione e addestramento                     |  |  |
| California Analysis Center, Incorporated (CACI)           | Arlington, VA | |                                                                                                |  |  |
| Critical Intervention Services                            | Clearwater, FL | | Agenzia di sicurezza paramilitare.                                                             |  |  |
| Custer Battles                                            | McLean, Virginia | |                                                                                                |  |  |
| Defion Internacional,                                     | | |                                                                                                |  |  |
| Draken International,                                     | | |                                                                                                |  |  |
| DynCorp,                                                  | Falls Church, VA | |                                                                                                |  |  |
| Eastern Cross                                             | | Iraq, Medio Oriente |                                                                                                |  |  |
| Elite Security Corps                                      | | |                                                                                                |  |  |
| Global Solutions:                                         | Carmel, IN | Emirati Arabi Uniti, Honduras, Iraq |                                                                                                |  |  |
| ITT Corporation                                           | White Plains, NY | |                                                                                                |  |  |
| ISCS International                                        | | |                                                                                                |  |  |
| International Security Instructors                        | River Edge, NJ | |                                                                                                |  |  |
| Kellogg Brown and Root                                    | Houston, TX | | Ex divisione commerciale di Halliburton                                                        |  |  |
| Landmine Sourcing - Global PMC Recruiters                 | | |                                                                                                |  |  |
| Military Professional Resources Inc. (MPRI)               | Alexandria, VA | |                                                                                                |  |  |
| ManTech International Corporation                         | | |                                                                                                |  |  |
| Northbridge Services Group                                | | Turkmenistan, Somalia, Nigeria |                                                                                                |  |  |
| Northrop Grumman                                          | Los Angeles, CA | |                                                                                                |  |  |
| Overwatch Protection Solutions International              | | |                                                                                                |  |  |
| Paratus World Wide Protection                             | Charlotte, NC | Iraq |                                                                                                |  |  |
| Ronin Worldwide Executive Protection, LLC                 | Dearborn, MI | |                                                                                                |  |  |
| SCG International Risk                                    | Fairfax, VA | |                                                                                                |  |  |
| Sharp End International                                   | | | Impiega prevalentemente ex istruttori delle forze speciali australiane e neozelandesi          |  |  |
| SkyLink USA, affiliated with SkyLink Aviation             | Herndon, VA | |                                                                                                |  |  |
| SOS Temps, Inc                                            | | | Fondata da Richard Marcinko, già membro Navy SEAL.                                             |  |  |
| Spartan Consulting Group                                  | Los Angeles, CA | |                                                                                                |  |  |
| Tactical Air Support                                      | Reno, NV | | Fondata da Rolland C. Thompson e presente sul Reno-Stead Airport                               |  |  |
| Tactical Response Services                                | Tampa, FL | | Agenzia di sicurezza paramilitare                                                              |  |  |
| Titan Corporation                                         | San Diego, CA | Benin |                                                                                                |  |  |
| Top Cat Marine Security                                   | Malverne, NY | | Sicurezza marittima                                                                            |  |  |
| Triple Canopy, Inc.                                       | Herndon, Virginia | Sudamerica, Iraq |                                                                                                |  |  |
| Vinnell Corporation                                       | Fairfax, Virginia | Turchia, Arabia Saudita |                                                                                                |  |  |
| VIP Investigations & Protective Services Inc.             | | |                                                                                                |  |  |
| EUBSA BV Inc. STOP units - Special Tactics and OPerations | Beaverton (Oregon)                                                                                                   | |                                                                                                |  |  |
| Pathfinder Security Services                              | Casper, Wyoming, USA                                                                                                 | Settore estrattivo, soprattutto negli USA |                                                                                                |  |  |

### CMP britanniche
- Adson Holdings - (registrata in Guernsey) – proprietari di Sandline International
- Aegis Defence Services - già Sandline international
- Ake Group o Aegis World
- ArmorGroup
- Black- Op's (pmc) -
- Branch Energy Limited - registrata presso Isola di Man
- Control Risks Group (Security per sedi diplomatiche UK.)
- Defence Services Limited
- Direction Anti-Terrorism Strategic Service Glasgow UK
- Erinys International - joint-venture Anglo-Sudafricana
- Gurkha Security Guards, (registrata in Guernsey)
- Hart Security Limited
- Tecnodef limited
- Hostile Control Tactics
- Sandline International (non più attiva dal 2004)
- Plaza 107
- Securiforce

### CMP canadesi
- Top Aces

### CMP israeliane
- Beni Tal
- Levdan
- Instinctive Shooting International
- Silver Shadow

### CMP sudafricane
- Fenix Def Services
- Coin Security
- Combat Force
- Executive Outcomes (non più attiva dal 1999)
- Kas Enterprises
- Saracen International

### CMP russe
- Gruppo Wagner